# Большое Руддилово
Большо́е Рудди́лово — деревня в Котельском сельском поселении Кингисеппского района Ленинградской области.

## История
Впервые упоминается в Писцовой книге Водской пятины 1500 года как сельцо Рудъела Старая в Никольском Толдожском погосте в Чюди Ямского уезда.
Затем как деревня Rudiala by Bollsaia в Толдожском погосте в шведских «Писцовых книгах Ижорской земли» 1618—1623 годов.
На карте Ингерманландии А. И. Бергенгейма, составленной по шведским материалам 1676 года, она обозначена как деревня Rudiala.
На шведской «Генеральной карте провинции Ингерманландии» 1704 года — как деревня Rudiala bolsoi.
Как деревня Рудиала Болша она упомянута на «Географическом чертеже Ижорской земли» Адриана Шонбека 1705 года.
Деревня Большое Рудело обозначена на карте Ингерманландии А. Ростовцева 1727 года.
Как деревня Рудилово она упоминается на карте Санкт-Петербургской губернии Я. Ф. Шмидта 1770 года.
На карте Санкт-Петербургской губернии Ф. Ф. Шуберта 1834 года обозначена деревня Большое Рутдило, состоящая из 37 крестьянских дворов.

РУДДИЛА — деревня принадлежит наследникам покойного графа Сиверса, число жителей по ревизии: 123 м. п., 129 ж. п. (1838 год)

Деревня Большие Рудилы из 37 дворов отмечена на карте профессора С. С. Куторги 1852 года.

РУДДИЛО — деревня графа Сиверса, 10 вёрст по почтовой дороге, а остальное по просёлкам, число дворов — 37, число душ — 109 м. п. (1856 год)

БОЛЬШОЕ РУДИЛОВО — деревня, число жителей по X-ой ревизии 1857 года: 102 м. п., 125 ж. п., всего 227 чел.

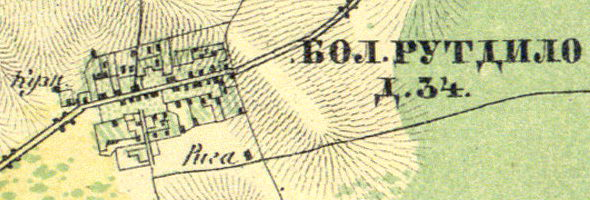
План деревни Большое Руддилово. 1860 год

Согласно «Топографической карте частей Санкт-Петербургской и Выборгской губерний» в 1860 году деревня называлась Большое Рутдило и насчитывала 34 двора. В деревне была рига и кузница.

БОЛЬШОЕ РУДДИЛО — деревня владельческая при колодцах, число дворов — 37, число жителей: 94 м. п., 121 ж. п. (1862 год)

БОЛЬШОЕ РУДИЛОВО — деревня, по земской переписи 1882 года: семей — 56, в них 139 м. п., 133 ж. п., всего 278 чел.

БОЛЬШОЕ РУДИЛОВО — деревня, число хозяйств по земской переписи 1899 года — 45, число жителей: 113 м. п., 129 ж. п., всего 242 чел.;
 разряд крестьян: бывшие владельческие; народность: русская — 235 чел., смешанная — 7 чел.

В конце XIX — начале XX века деревня административно относилась к Котельской волости 2-го стана Ямбургского уезда Санкт-Петербургской губернии.
С 1917 по 1927 год деревня Большое Руддилово входила в состав Руддиловского сельсовета Котельской волости Кингисеппского уезда.
Согласно данным переписи населения СССР 1926 года в деревне Руддилово Большое Больше-Руддиловского сельсовета проживали 209 человек, большинство русские, а также эстонцы.
С 1927 года в составе Котельского района.
Согласно топографической карте 1930 года деревня насчитывала 60 дворов.
С 1931 года в составе Кингисеппского района.
По данным 1933 года деревня Большое Руддилово являлась административным центром Руддиловского сельсовета Кингисеппского района, в который входили 5 населённых пунктов: деревни Большое Руддилово, Войносолово, Пиллово; посёлки Георгиевское и Заря, общей численностью 1309 человек.

План деревни Большое Руддилово. 1938 год

Согласно топографической карте 1938 года деревня насчитывала 57 дворов. На северной окраине деревни находились каменоломни, на южной — силосная башня.
В 1939 году население деревни Большое Руддилово составляло 258 человек.
Деревня была освобождена от немецко-фашистских оккупантов 30 января 1944 года.
С 1954 года в составе Котельского сельсовета.
В 1958 году население деревни Большое Руддилово составляло 172 человека.
По данным 1966, 1973 и 1990 годов деревня Большое Руддилово также находилась в составе Котельского сельсовета Кингисеппского района.
В 1997 году в деревне Большое Руддилово проживали 35 человек, в 2002 году — 56 человек (русские — 95 %), в 2007 году — 16.

## География
Деревня расположена в северо-восточной части района на автодороге 41К-008 (Петродворец — Криково).
Расстояние до административного центра поселения — 3 км.
Расстояние до ближайшей железнодорожной станции Котлы — 7 км.

## Демография
| 1862 | 2007 | 2010 | 2017 |
| ---- | ---- | ---- | ---- |
| 215  | ↘16  | ↗22  | ↗33  |